# Аргіди
Аргіди (Argidae) — родина перетинчастокрилих комах підродини Сидячечеревні (Symphyta).

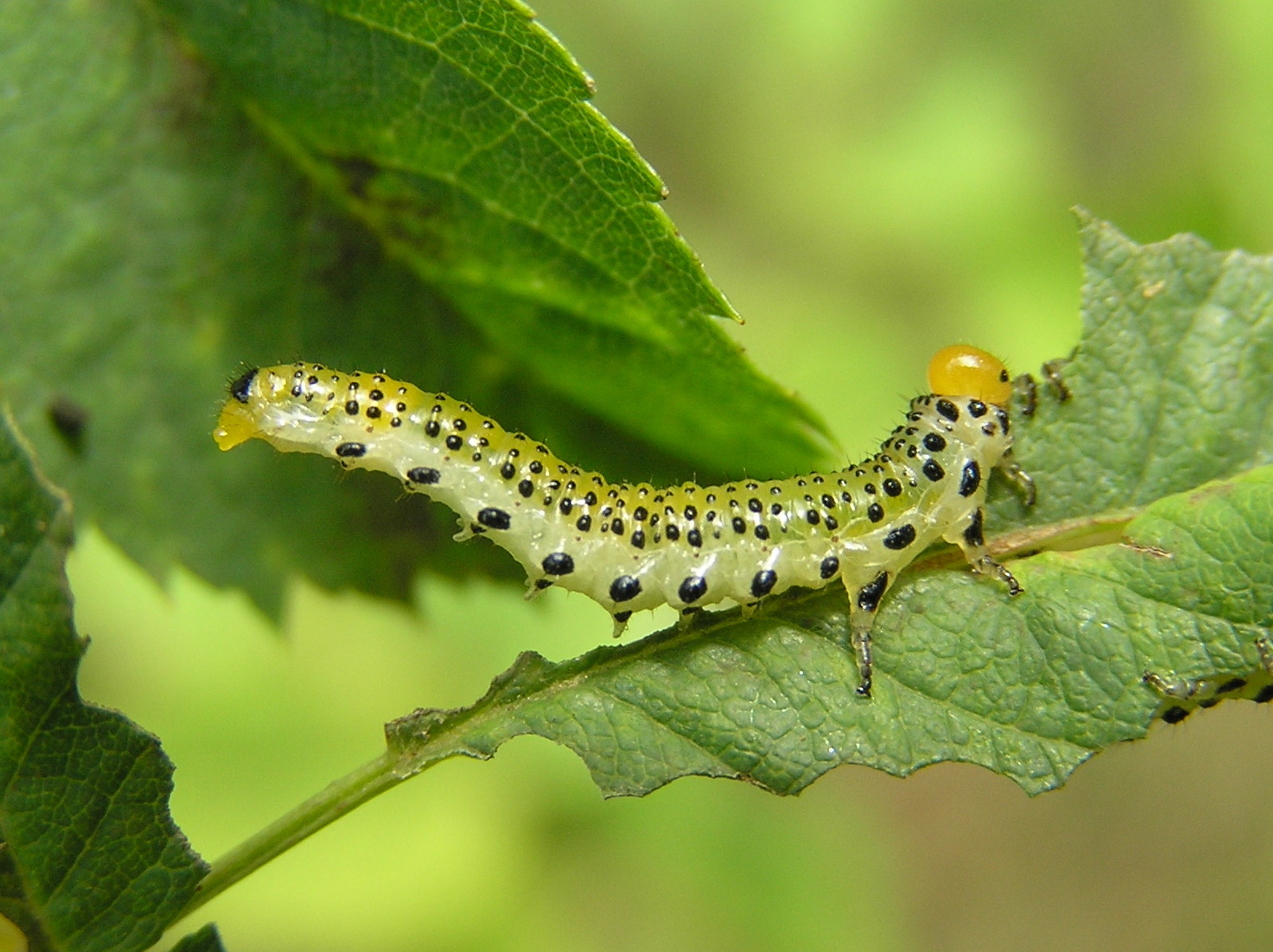
Личинка Arge pagana

Аргіди поширені по всьому світі, в основному у тропіках. Личинки — фітофаги, але серед них мало шкідників. Тіло імаго завдовжки від восьми до п'ятнадцяти міліметрів, чорного або коричневого забарвлення.

## Класифікація
Родина містить близько 880 видів:
- Acrogymnia
- Adurgoa
- Alloscenia
- Antargidium
- Aproceros
- Aprosthema
- Arge
- Asiarge
- Athermantus
- Atomacera
- Brachyphatnus
- Calarge
- Clyparge
- Didymia
- Dielocerus
- Digelasinus
- Duckeana
- Durgoa
- Eriglenum
- Gymniopterus
- Hemidianeura
- Kokujewia
- Mallerina
- Manaos
- Nematoneura
- Neoptilia
- Neurogymnia
- Ortasiceros
- Pachylota
- Pampsilota
- Pseudaprosthema
- Ptilia
- Schizocerella
- Scobina
- Sericoceros
- Sinarge
- Sjoestedtia
- Sphacophilus
- Sterictiphora
- Styphelarge
- Subsymmia
- Tanymeles
- Tanyphatnidea
- Themos
- Topotrita
- Trailia
- Trichorhachus
- Triptenus
- Trochophora
- Yasumatsua
- Zenarge
- Zynzus